# Distrikt Mubende
Mubende ist ein Distrikt (district) in Zentral-Uganda mit 436.493 Einwohnern. Wie fast alle Distrikte von Uganda ist er nach seinem Hauptort benannt. Bis zum 1. Juli 2005 gehörte auch der Distrikt Mityana zu Mubende.

## Kaweri-Kaffeeplantage
Im Mubende-Distrikt liegt mit der Kaweri-Plantage die erste Kaffee-Großplantage Ugandas, die von der ugandischen Regierung als Modell für die landwirtschaftliche Entwicklung des Landes vorgesehen ist. Dieses Projekt wurde in Zusammenarbeit mit der deutschen Neumann Kaffee Gruppe bzw. deren ugandischen Tochterfirma durchgeführt. Etwa 2000 Kleinbauern mussten der Kaffeeplantage weichen, ohne eine angemessene Entschädigung zu erhalten.